# Into the Mirror
Pour plus de détails, voir Fiche technique et Distribution.
Into the Mirror (hangeul : 거울속으로 ; RR : Geowool sokeuro, littéralement « Dans le miroir ») est un film d'horreur sud-coréen écrit et réalisé par Kim Seong-ho, sorti en 2003.

## Synopsis
Woo Yeong-min démissionne de la police le jour où son partenaire meurt abattu par un criminel. Il décide de trouver un emploi dans une compagnie de sécurité. Il rencontre un ancien collègue et sera obligé de revivre sans cesse les événements dramatiques qu'il a connus et les mystères qui les entourent.

## Fiche technique
- Titre : Into the Mirror
- Titre original : 거울속으로 (Geowool sokeuro)
- Réalisation : Kim Seong-ho
- Scénario : Kim Seong-ho
- Décors : Choe Hyeon-jin
- Photographie : Jeong Han-chul
- Montage : Kim Sun-min
- Musique : Mun Dae-hyeon
- Production : Kim Eun-young
- Société de production : KeyPlus Pictures
- Société de distribution : Cinema Service
- Pays d'origine : Corée du Sud
- Langue originale : Coréen
- Format : couleur - 1.85 : 1  - 35 mm
- Genre : horreur
- Durée : 113 minutes
- Dates de sortie : 
  -  Corée du Sud : 14 août 2003
  -  France : 27 janvier 2005 (Festival international du film fantastique de Gérardmer)
  -  France : 24 avril 2006 (DVD)

## Distribution
- Yu Ji-tae : Woo Yeong-min
- Myung-min Kim : Heo Hyeon-su
- Hye-na Kim : Lee Ji-hyeon / Lee Jeong-hyeon
- Ju-bong Gi : Jeong Il-seong
- Myoeng-su Kim : Choi Sang-gi
- Young-jin Lee : Choi Mi-jeong
- Eun-pyo Jeong : Kim, Il-hwan
- Oh Jung-se

## Distinction

### Récompense
- Festival international du film fantastique de Gérardmer 2005 : Prix du public Mad Movies - inédits vidéo

## Adaptation
En 2006, le réalisateur français Alexandre Aja reprend Into the Mirror sous le titre Mirrors pour la production américaine New Regency productions pour une sortie internationale en 2008.